# Trafikförbundet Ystads Järnvägar
Trafikförbundet Ystads Järnvägar  (YJ) war ein schwedisches Konsortium. Diese gemeinschaftliche Organisation regelte den Verkehr von sechs unabhängigen Eisenbahngesellschaften in Skåne.

## Mitglieder des Konsortiums
An Trafikförbundet Ystads Järnvägar waren folgende Gesellschaften beteiligt:
- Ystad–Eslöfs järnvägsaktiebolag, YEJ mit der Bahnstrecke Ystad–Eslöv[1]
- Malmö–Ystads Järnvägsaktiebolag, MYJ mit der Bahnstrecke Malmö–Ystad[2]
- Börringe–Östratorps jernvägsaktiebolag, BÖJ mit der Bahnstrecke Börringe–Östratorp[3]
- Ystad–Gärsnäs järnvägsaktiebolag YGJ mit der Bahnstrecke Köpingebro–Gärsnäs und nach dem Aufkauf der 1899 gegründeten Ystad–Gärsnäs–S:t Olofs Järnväg, YGStOJ im Jahre 1905 weiter mit der Bahnstrecke Gärsnäs–Sankt Olof[4]
- Järnvägsaktiebolaget Ystad–Brösarp, YBJ mit der Bahnstrecke Tomelilla–Brösarp[1]
- Järnvägsaktiebolaget Ystad–Skifarp, YSJ mit der Bahnstrecke Charlottenlund–Skivarp[4]

Bereits 1874, als MYJ ihre Strecke zwischen Malmö und Ystad eröffnete, gab es die erste Partnerschaft zwischen MYJ und YEJ. Die Zusammenarbeit bestand darin, dass beide Bahnen von einem gemeinsamen Verkehrsleiter geführt wurden. Nach der Freigabe des ersten Streckenteils der BÖJ 1884 wurde diese in die Kooperation mit eingebunden.
Die 1912 gegründete Verkehrsverwaltung war mehr formal. Neben dem Verkehrsleiter gab es ab diesem Zeitpunkt einen gemeinsamen Bahningenieur, einen Maschineningenieur und einen Verkehrsinspektor.
Die Strecken der sechs Bahngesellschaften hatten eine Gesamtlänge von 244 Kilometer. Es gab 48 Stationen und die Zahl der Mitarbeiter lag bei etwa 900. YEJ stellte Lokomotiven, Fahrzeuge und Personal für YBJ und YGStOJ. Zudem wurden eine gemeinsame Verwaltung aller vorhandenen Fahrzeuge sowie eine gemeinsame Ausbesserungswerkstatt eingerichtet.

## Ystads järnvägars vagnförbund
1916 wurde die Tochtergesellschaft Ystads järnvägars vagnförbund gegründet. Alle Güterwagen der beteiligten Gesellschaften wurden in diesem Wagenverbund registriert und mit der Signatur YJ versehen. Die Tank- und Güterwagen der Svenska Sockerfabriksaktiebolaget wurden ebenfalls in diesen Verbund aufgenommen.

## Gemeinsame Werkstatt
Bei der Gründung der Ystad–Eslövs Järnvägsaktiebolag (YEJ) wurde die Werkstatt der Gesellschaft in Ystad eingerichtet. Die erste Werkstatt war mit dem Lokschuppen zusammengebaut. Als Malmö–Ystads Järnvägsaktiebolag (MYJ) gebaut wurde, wurde eine Vereinbarung zwischen den Gesellschaften geschlossen, nach der YEJ gegen Entschädigung die Wartung und Reparatur der MYJ-Fahrzeuge durchführte.
1874 wurde die Werkstatt erweitert, so dass diese mit dem Büro für den Maschineningenieur und das Büropersonal eine Fläche von rund 1.200 m² hatte. Dies war genug für die 1875 vorhandenen Fahrzeuge, als die beiden Gesellschaften zusammen neun Lokomotiven, 41 zweiachsige Personenwagen, 38 gedeckte und 133 offene Güterwagen hatten. Das Werkstattpersonal bestand aus 25 Männern.
Im Zusammenhang mit der Zunahme des Verkehrs und den hinzukommenden Gesellschaften Börringe–Östratorps Järnvägar, Ystad–Gärsnäs–S:t Olofs Järnvägar und Ystad–Brösarps Järnvägar erhöhte sich die Zahl der Fahrzeuge, die in der Werkstatt gewartet wurden, so dass eine Erweiterung notwendig wurde. 1882 wurde ein Malerwerkstatt eingerichtet und 1901 eine Feinschmiede gekauft sowie die Büros der Motor-Abteilung in die Wagenwerkstatt verlegt. Die Werkstatt hatte mit den Verwaltungsräumen eine Nutzfläche von etwa 3.700 m².
Die Arbeitsbedingungen waren jedoch nicht zufriedenstellend. Besondere Probleme machte der Umstand, dass zwei Teilwerkstätten südlich des Rangierbahnhofes lagen, während sich die Lokomotivwerkstatt und die Schmiede nördlich von ihm befanden. 1909 trat ein Ereignis ein, das für die räumliche Anordnung der Werkstätten neue Überlegungen brachte: die 1901 gekaufte Schmiede brannte ab.
Es gab verschiedene Vorschläge, um die Werkstattfrage zu lösen. Schließlich vereinbarten Ystad–Eslövs Järnvägsaktiebolag und Malmö–Ystads Järnvägsaktiebolag 1912, gemeinsam eine neue Werkstatt zu bauen. Der Bau wurde im Juli 1912 begonnen. Am 1. Januar 1914 konnte die neue Werkstatt in Betrieb genommen werden, nachdem fast fünf Jahren mit behelfsmäßigen Vorrichtungen gearbeitet werden musste. Während dieser Zeit waren die Fahrzeuge im Bahnhof Ystad im Freien repariert oder in fremde Werkstätten gebracht worden.
Die neue Werkstatt hatte eine Fläche von etwa 3.800 m² und war damit etwas größer als die Werkstätten von 1909, die Schieberwerkstatt nicht inbegriffen. Das Gesamtgelände umfasste eine Fläche von 20.392 m². Die Gebäude waren aus Stein gebaut, mit Ausnahme der beiden Außenwände, die wegen etwaiger zukünftiger Erweiterungen aus Holz errichtet wurden. Neue moderne Maschinen wurden erworben, darunter ein mit Strom betriebener 50-Tonnen-Kran und eine 70-Tonnen-Schiebebühne. Die Räumlichkeiten wurden mit Dampf geheizt, das Kondensat automatisch in den Kessel zurückgeführt. Die Beleuchtung war elektrisch.
Zum Unterhaltungsbestand gehörten 36 Lokomotiven, 39 zweiachsige, 7 dreiachsige und 13 vierachsigen Personenwagen, 203 gedeckte und 786 offene Güterwagen. Zusätzlich wurden etwa 25 Prozent der Reparaturarbeiten und Neubauten der Werkstatt für die Lagerhaltung sowie für andere Privatkunden durchgeführt. Die Zahl der Mitarbeiter betrug 80, von denen jedoch einige ständig für den Streckendienst verwendet wurden. Die durchschnittliche Zahl der Mitarbeiter bei Berücksichtigung der verkürzten Arbeitszeit war geringer als 1909, obwohl mehr Arbeit als damals anfiel. Dies war zu einem nicht unerheblichen Teil die Folge von nunmehr mechanisierten Arbeitsabläufen sowie verbesserten Transport- und Hebevorrichtungen in den neuen Werkstätten. Die Kosten für die neue Werkstatt betrugen einschließlich der Maschinen 527.000 Kronen.
Ystad–Eslövs Järnvägsaktiebolag und Malmö–Ystads Järnvägsaktiebolag betrieben die Werkstatt sowie das Lager als vollständig unabhängiges Unternehmen für Zwecke der Rechnungslegung zu gleichen Teilen. Der Vorstand bestand aus fünf Mitgliedern, zwei aus jeder der beiden Eisenbahngesellschaften sowie einem Vorsitzenden, der nicht zu den Unternehmen gehörte.
Für die laufenden Betriebskosten wurden einige Prozent Zuschlag auf Löhne und Material erhoben. Das entsprechende Kapital für den Bau brachten die beiden Unternehmen gemeinsam mit einem Darlehen von je 100.000 Kronen auf. Der Restbetrag wurde von den weiteren beteiligten Unternehmen zu gleichen Teilen sowie von öffentlicher Seite zugeschossen. Die Amortisation und der Zinsaufwand waren relativ gering.

## Ende des Konsortiums
Am 1. Juli 1941 wurden alle von Ystads Järnvägar verwalteten Strecken im Rahmen der allgemeinen Eisenbahnverstaatlichung in staatlichen Besitz übernommen. Damit endeten die Aufgaben des Trafikförbundet Ystads Järnvägar.